# Arib al-Ma'muniyya
‘Arīb al-Ma’mūnīya (arabiska: عريب المأمونية), född 797, död 890, var en abbasidisk sångerska. Hon var verksam som qiyan-artist vid abbasidkalifatets hov i Bagdad under fem kalifer, och har beskrivits som "den mest berömda slavsångerska som någonsin framträtt vid hovet i Bagdad".
Arib föddes i Bagdad. Hon uppgav sig vara dotter till den abbasidiska guvernören Ja'far ibn Yahya och hans slavinna Fatima, och att hon stulits som barn och blivit såld som slav när hennes far avrättades 803, då hon var sex år gammal. Hon tycks ha utbildats till att bli qiyan. 
Hon köptes på slavmarknaden av kalif Al-Amin (regent 813-815) och hamnade i abbasidernas harem, där hon blev kalifens konkubin. När Al-Amin avled 815, köptes hon av kalif Al-Mamun (regent 815-833), som också använde henne som konkubin. 
Parallellt med att vara konkubin var hon verksam vid hovet som qiyan, och som sådan var hon verksam som poet, sångerska och musiker, och som slavinna kunde hon uppträda och ses av manliga gäster vid hovet. Hon kunde också kalligrafi och spelade schack. Under Al-Mamuns regeringstid blev hon kalifens favorit-hovsångerska. 
Hon är känd för sitt deltagande i en musiktävling hon deltog i vid hovet som ledare av en grupp slavsångflickor mot sin rival Shāriyah, som var ledare för sin egen kör, och där hon ska ha avgått med segern. Rivaliteten var välkänd inom det dåvarande kulturlivet, där den abbasidiska överklassen delade in sig i stöd för den ena eller andra. 
Hon uppges ha frigetts ur slaveri av kalif al-Mu‘taṣim (regent 833–842). 